# 青い文学シリーズ
『青い文学シリーズ』（あおいぶんがくシリーズ）は、日本の文学アニメ作品。日本テレビで、2009年10月11日から12月27日まで放送された。全12話。

## 作品概要
- 本作は、太宰治の「人間失格」と「走れメロス」、坂口安吾の「桜の森の満開の下」、夏目漱石の「こゝろ」、芥川龍之介の「蜘蛛の糸」、「地獄変」の6作品からなる全12話のTVアニメ。ただし物語や設定は大幅に変更・脚色されており、必ずしも原作小説に忠実な内容ではない。
- 企画の発端は、2007年6月に集英社文庫の「夏の一冊 ナツイチフェア」企画として週刊少年ジャンプで連載する漫画家が、名作の表紙を新たに描きおろしたこと、さらに太宰治生誕100周年という節目の年であるということから始まった。それぞれ、「人間失格」と「こゝろ」を『DEATH NOTE』や『ヒカルの碁』の小畑健、「桜の森の満開の下」「蜘蛛の糸」「地獄変」を『BLEACH』の久保帯人、「走れメロス」を『テニスの王子様』の許斐剛がカバーイラストを担当。アニメ化にあたり、カバーイラストを担当した漫画家がキャラクター原案を担当し、それぞれの作品は、オムニバス形式で放送された。
- また本作のナビゲーターを勤めると同時に、6作品それぞれの主人公の声優を俳優の堺雅人が担当する。
- 「人間失格」全4話を再構成した劇場版が、2009年12月より順次公開となった。上映地域は開始開順に東京（池袋）、大阪（梅田）、宮城（仙台）、京都、広島（福山）などとなっており、テレビシリーズ地上波未放送地域でも上映されている。
- 久保帯人がキャラクター原案を担当をした作品は、原作を多少アレンジした内容となっており、特に「桜の森の満開の下」は劇中、挿入歌を流すなどミュージカルやギャグの要素が加えられている。
- 「走れメロス」ではマッドハウスが過去に製作した『魍魎の匣』への一部オマージュが見受けられる。

## 「人間失格」
全4話（第1話 - 第4話）
あらすじ
登場人物
大庭葉蔵
声 - 堺雅人（少年時代：高城元気）
堀木
声 - 高木渉
恒子
声 - 朴璐美
志津子
声 - 久川綾
美子
声 - 能登麻美子
マダム
声 - 田中敦子
スタッフ
- 原作 - 太宰治『人間失格』
- キャラクター原案 - 小畑健
- 脚本 - 鈴木智
- キャラクターデザイン・総作画監督 - 筱雅律
- 色彩設計 - 堀川佳典
- 美術監督 - 清水友幸
- 撮影監督 - 藤田賢治
- 音楽 - タニウチヒデキ
- 音響監督 - 本田保則
- 助監督 - 吉野智美
- 監督 - 浅香守生
- アニメーション制作 - マッドハウス

## 「桜の森の満開の下」
全2話（第5話 - 第6話）
あらすじ
登場人物
繁丸
声 - 堺雅人
彰子
声 - 水樹奈々
千代
声 - 川田妙子
スタッフ
- 原作 - 坂口安吾『桜の森の満開の下』
- キャラクター原案 - 久保帯人
- 脚本 - 飯塚健
- キャラクターデザイン - 香月邦夫
- 美術監督 - 一色美緒
- 色彩設計 - 橋本賢
- 撮影監督 - 山田和弘
- 色彩設計 - 橋本賢
- 音響監督 - 本田保則
- 音楽 - タニウチヒデキ
- 監督 - 荒木哲郎
- アニメーション制作 - マッドハウス

## 「こゝろ」
全2話（第7話 - 第8話）
あらすじ
登場人物
先生
声 - 堺雅人
K
声 - 小山力也
お嬢さん
声 - 桑島法子
未亡人
声 - 津田匠子
スタッフ
- 原作 - 夏目漱石『こゝろ』
- キャラクター原案 - 小畑健
- 脚本 - 阿部美佳
- 美術監督 - 上原伸一
- 色彩設計 - 小針裕子
- 撮影監督 - 藤田賢二
- 音響監督 - 本田保則
- 音楽 - タニウチヒデキ
- 監督・キャラクターデザイン - 宮繁之
- アニメーション制作 - マッドハウス

## 「走れメロス」
全2話（第9話 - 第10話）
あらすじ
登場人物
メロス
声 - 堺雅人
セリヌンティウス
声 - 吉野裕行
ディオニス
声 - 中尾隆聖
メロスの妹
声 - 高橋美佳子
高田寛八
声 - 木内秀信
城島貴一
声 - 関智一
スタッフ
- 原作 - 太宰治『走れメロス』
- キャラクター原案 - 許斐剛
- 脚本 - 川嶋澄乃
- キャラクターデザイン - 細居美恵子
- 美術監督 - 金子英俊
- 色彩設定 - 小針裕子
- 撮影監督 - 五十嵐慎一
- 音響監督 - 本田保則
- 音楽 - 村井秀清
- 監督 - 中村亮介
- アニメーション制作 - マッドハウス

## 「蜘蛛の糸」
全1話（第11話）
あらすじ
登場人物
良秀
声 - 堺雅人
犍陀多
声 - 宮野真守
国王
声 - 浪川大輔
スタッフ
- 原作 - 芥川龍之介『蜘蛛の糸』
- キャラクター原案 - 久保帯人
- 脚本 - 小林雄次、いしづかあつこ
- キャラクターデザイン - 兼森義則
- 美術監督 - 金子英俊
- 色彩設定 - 鎌田千賀子
- 撮影監督 - 五十嵐慎一
- 音響監督 - 本田保則
- 音楽 - タニウチヒデキ
- 監督 - いしづかあつこ
- アニメーション制作 - マッドハウス

## 「地獄変」
全1話（第12話）
あらすじ
登場人物
良秀
声 - 堺雅人
国王
声 - 浪川大輔
美月
声 - 遠藤綾
スタッフ
- 原作 - 芥川龍之介『地獄変』
- キャラクター原案 - 久保帯人
- 脚本 - 小林雄次、いしづかあつこ
- キャラクターデザイン - 兼森義則
- 美術監督 - 金子英俊
- 色彩設定 - 鎌田千賀子
- 撮影監督 - 五十嵐慎一
- 音響監督 - 本田保則
- 音楽 - タニウチヒデキ
- 監督 - いしづかあつこ
- アニメーション制作 - マッドハウス

## 主題歌
「We say hello」
歌 - Manami

## 挿入歌
「桜の誘惑」（桜の森の満開の下 前編）
作詞 - 飯塚健、作曲 - タニウチヒデキ、歌 - 彰子（水樹奈々）
「都の風」（桜の森の満開の下 前編）
作詞 - 飯塚健、作曲 - タニウチヒデキ、歌 - 彰子（水樹奈々）
「哀しき恋物語」（桜の森の満開の下 後編）
作詞 - 飯塚健、作曲 - タニウチヒデキ、歌 - 彰子（水樹奈々）
「春の幻想」（桜の森の満開の下 後編）
作詞 - 飯塚健、作曲 - タニウチヒデキ、歌 - 高橋珠代

## 各話リスト
| 話数             | サブタイトル | 脚本                    | 絵コンテ                         | 演出           | 作画監督      | 放送日         |
| 人間失格         | 人間失格     | 人間失格                | 人間失格                         | 人間失格       | 人間失格      | 人間失格       |
| ---------------- | ------------ | ----------------------- | -------------------------------- | -------------- | ------------- | -------------- |
| 第壱話           | 鎌倉心中     | 鈴木智                  | 浅香守生                         | 鶴岡耕次郎     | 高炅楠        | 2009年10月11日 |
| 第弐話           | お化け       | 鈴木智                  | 鶴岡耕次郎                       | 久米一成       | 鄭順安 李敏培 | 2009年10月18日 |
| 第参話           | 世間         | 鈴木智                  | 高橋敦史                         | 細川ヒデキ     | 藤原宏樹      | 2009年10月25日 |
| 第四話           | 新世界       | 鈴木智                  | 浅香守生                         | 浅香守生       | 筱雅律 高炅楠 | 2009年11月1日  |
| 桜の森の満開の下 |              |                         |                                  |                |               |                |
| CHAPTER 1        | 前編         | 飯塚健                  | 荒木哲郎                         | 平尾みほ       | 香月邦夫      | 2009年11月8日  |
| CHAPTER 2        | 後編         | 飯塚健                  | 荒木哲郎                         | 荒木哲郎       | 宮前真一      | 2009年11月15日 |
| こゝろ           |              |                         |                                  |                |               |                |
| 1                | 夏           | 阿部美佳                | 宮繁之                           | 宮繁之         | 宮繁之        | 2009年11月22日 |
| 2                | 冬           | 阿部美佳                | 宮繁之                           | 宮繁之         | 宮繁之        | 2009年11月29日 |
| 走れメロス       |              |                         |                                  |                |               |                |
| 1                | 前編         | 川嶋澄乃                | 中村亮介                         | 中村亮介       | 細居美恵子    | 2009年12月6日  |
| 2                | 後編         | 川嶋澄乃                | 中村亮介                         | 中村亮介       | 西田亜沙子    | 2009年12月13日 |
| 蜘蛛の糸         |              |                         |                                  |                |               |                |
| 1                | -            | 小林雄次 いしづかあつこ | 西田正義 兼森義則 いしづかあつこ | 渡邉こと乃     | 北尾勝        | 2009年12月20日 |
| 地獄変           |              |                         |                                  |                |               |                |
| 1                | -            | 小林雄次 いしづかあつこ | いしづかあつこ                   | いしづかあつこ | 兼森義則      | 2009年12月27日 |

## 放送局
| 放送期間                  | 放送時間                     | 放送局     | 対象地域   | 備考 |
| ------------------------- | ---------------------------- | ---------- | ---------- | ---- |
| 2009年10月11日 - 12月27日 | 日曜 1:20 - 1:50（土曜深夜） | 日本テレビ | 関東広域圏 |      |